# Jens Kandler
| 13816 Stülpner         | 29 dicembre 1998  |
| 17737 Sigmundjähn      | 27 gennaio 1998   |
| 17821 Bölsche          | 31 marzo 1998     |
| 21678 Lindner          | 5 settembre 1999  |
| 22168 Weissflog        | 30 novembre 2000  |
| 29736 Fichtelberg      | 21 gennaio 1999   |
| 31147 Miriquidi        | 22 ottobre 1997   |
| 31231 Uthmann          | 1º febbraio 1998  |
| 36800 Katarinawitt     | 28 settembre 2000 |
| 62190 Augusthorch      | 26 settembre 2000 |
| 79647 Ballack          | 22 settembre 1998 |
| 103460 Dieterherrmann  | 11 gennaio 2000   |
| 103770 Wilfriedlang    | 26 febbraio 2000  |
| 104896 Schwanden       | 2 maggio 2000     |
| 121016 Christopharnold | 18 gennaio 1999   |
| 138445 Westenburger    | 2 maggio 2000     |

Jens Kandler (1973) è un astronomo tedesco.
Kandler, di professione meccanico, compie regolarmente osservazioni dall'osservatorio di Drebach in Sassonia. Il Minor Planet Center gli accredita la scoperta di 22 asteroidi, effettuate tra il 1997 e il 2005, di cui parte in collaborazione con André Knöfel e Gerhard Lehmann.
Gli è stato dedicato l'asteroide 8861 Jenskandler.